# Бирлик (партия, Узбекистан)
«Бирли́к» («Единство») — правая оппозиционная официально незарегистрированная политическая партия в Узбекистане. 
«Бирлик» подвергается давлению со стороны официальных властей Узбекистана. Некоторые активисты находятся в тюрьме, многие члены организации были вынуждены покинуть страну. Фактически, партийной и избирательной деятельности организация не ведёт с 2000-х годов.

## История
«Бирлик» был основан 16 ноября 1988 года как народное движение, и назывался соответственно Народным движением «Бирлик». Движение было основано несколькими представителями узбекской интеллигенции и диссидентами. Первоначальной целью движения было придание узбекскому языку статуса государственного языка в Узбекской ССР, так как фактически единственным официальным языком республики являлся русский язык, а узбекский язык считался второстепенным языком. Движение устраивало многочисленные митинги с этим требованием. 21 октября 1989 года движение добилось своих требований, и узбекский язык был признан государственным языком (наряду с русским языком) Узбекской ССР. Начиная с конца 1989 года движение стало выступать за независимость Узбекистана от СССР, за демократические преобразования в стране. 
В 1994 году движение не сумело пройти перерегистрацию в Министерстве юстиции и стало нелегальным. Большинство лидеров движения покинули Узбекистан, остальные были арестованы. В 1995 году провело съезд в Москве. 
26 августа 2003 года в Коканде, в частном доме одного из активистов движения состоялся подпольный учредительный съезд партии «Бирлик». На съезде непосредственно участвовали несколько активистов движения в Узбекистане, некоторые члены и активисты прибыли из заграницы, а лидеры оппозиции присоединились к съезду через интернет. На съезде было объявлено о преобразовании народного движения «Бирлик» в партию «Бирлик». Председателем партии был избран Абдурахим Пулат.
После смерти первого президента Узбекистана Ислама Каримова 2 сентября 2016 года, и прихода вместо него Шавката Мирзиёева, партия пока не смогла вновь легализовать свою деятельность.
В марте 2018 года бывший председатель СГБ Республики Узбекистан Ихтиёр Абдуллаев (в сентябре 2019 года приговорён к 18 годам лишения свободы) в ходе своего выступления на 14-м заседании Сената Олий Мажлиса Республики Узбекистан заявил следующее: «У нас есть данные, что негосударственные оппозиционные партии «Эрк» и «Бирлик» обращались в Министерство юстиции. Их основная цель на сегодня — легализовать свою деятельность, а завтра — нарушить мир и спокойствие в нашей стране». Эксперт по Центральной Азии Аркадий Дубнов, комментируя эти слова, отметил: «Обратите внимание на ключевые слова о негосударственных оппозиционных партиях «Эрк» и «Бирлик», сказанные шефом СГБ. Они означают, что господин Абдуллаев, сформированный как чиновник советской и постсоветской каримовской системой, не представляет себе, что политические партии создаются не государством, а людьми, имеющими собственные взгляды, отличающимися от мнения руководства, но желающими блага своей стране и согражданам». Слова Абдуллаева также восприняли озабоченно ряд узбекистанских и иностранных правозащитников и оппозиционеров, а также международные организации, такие как Human Rights Watch. Из-за невозможности участия на выборах настоящей оппозиции, эксперты оценили эти выборы как не соответствующие настоящим демократическим принципам.
Председатель ЦИК Республики Узбекистан Мирза-Улугбек Абдусаламов заявил, что на выборах имеют право участвовать в том числе не входящие в нынешний парламент политические партии и силы при выполнении некоторых условий, и ни о никаких запретах и ограничений в отношении их нет и допустил их участия в следующих выборах. Говоря о внепарламентской оппозиции, Абдусаламов упомянул демократическую партию «Эрк» и партию «Бирлик», назвав их старейшими политическими силами страны. Впервые в новейшей истории страны, официальное лицо Узбекистана в своём интервью добровольно упомянул и произнёс названия этих партий, упоминание и публичное произнесение которых в период диктатуры бывшего президента страны Ислама Каримова были под тотальным и жестким табу.
Абдурахим Пулат умер 15 апреля 2024 года в США.